# Sedat Pamuk
Sedat Pamuk (* 18. Juli 1952 in Istanbul, Türkei) ist ein türkisch-deutscher Kabarettist. Der als erster deutschtürkischer Solokabarettist tätige Freiburger arbeitete auch als Schauspieler und verfasste Theaterstücke.

## Werdegang
Als er 1980 nach Deutschland kam, hatte Pamuk an türkischen Theatern bereits einige Erfahrung als Mime gesammelt. Seiner Arbeitslosigkeit in der Bundesrepublik trat er mit dem ersten selbstverfassten Stück Wird Ayşe in die Schule gehen? (1985) entgegen, das gleichsam seine Rückkehr zur Bühne als Schauspieler markiert. Ein erstes Solokabarettprogramm folgte mit Deutsch Perfekt (1986). 
Seit 1990 heißt Sedat Pamuks ständig aktualisiertes und fortentwickeltes Programm Gastarbeiterlos. Mit seinen Programmen hat Pamuk die traditionelle türkische Meddach-Erzählung erneuert und auf die aktuelle deutsch-türkische Lebenswelt übertragen. 
Der abseits der Bühne öffentlichkeitsscheue Künstler wird aufgrund seiner tiefgründigen und feinsinnigen literarischen Kleinkunst, obwohl er in den Medien wenig gewürdigt wurde, in Fachkreisen immer wieder mit zu den wichtigsten Kabarettisten deutscher Sprache gezählt. Sonja-Ilonka Wagners Comedy-Lexikon (1999) nennt Pamuks Programme „humorvoll-mitreißend“. Durch sie werde „Kulturaustausch mit den türkischen Mitbürgern zu einem großen Vergnügen“.
| Personendaten    | Personendaten                  |
| ---------------- | ------------------------------ |
| NAME             | Pamuk, Sedat                   |
| KURZBESCHREIBUNG | deutsch-türkischer Kabarettist |
| GEBURTSDATUM     | 18. Juli 1952                  |
| GEBURTSORT       | Istanbul, Türkei               |